# ديستيني إيكاراغا
ديستيني إيكاراغا (بالإنجليزية: Destiny Ekaragha)‏، هي مُخرجة أفلام بريطانية من أصل نيجيري. تُعد ديستيني ثالث بريطانية من أصول أفريقية تُخرج فيلما روائيا طويلا يُوزع داخل المملكة المُتحدة، وذلك بعد المُخرجتين Ngozi Onwurah وAmma Asante. في 2013، رُشحتت ديستيني إيكاراغا للتنافس على نيل جائزة أفضل نجم بريطاني صاعد عن إخراجها لفيلم ذهب بعيدا جدا.
في 2020، أخرجت ديستيني إيكاراغا أربع حلقات من الموسم الثاني من مُسلسل نهاية العالم اللعين.

## الجوائز والترشيحات
| السنة | حفل توزيع الجوائز     | الجائزة               | العمل         | النتيجة | مراجع |
| ----- | --------------------- | --------------------- | ------------- | ------- | ----- |
| 2013  | مهرجان لندن السينمائي | أفضل نجم بريطاني صاعد | ذهب بعيدا جدا | رُشِّح     | [ 3 ] |

## وصلات خارجية
- ديستيني إيكاراغا على موقع IMDb (الإنجليزية)
- ديستيني إيكاراغا على موقع روتن توميتوز (الإنجليزية)
- ديستيني إيكاراغا على موقع ميوزك برينز (الإنجليزية)
- ديستيني إيكاراغا على موقع أول موفي (الإنجليزية)
- ديستيني إيكاراغا على موقع قاعدة بيانات الفيلم (الإنجليزية)
- ديستيني إيكاراغا على موقع كينوبويسك (الروسية)